# 渡辺健二 (ピアニスト)
渡辺 健二（わたなべ けんじ、1954年  - ）は、日本のピアニスト。東京藝術大学副学長。名古屋市立菊里高等学校、東京藝術大学卒。
東京藝術大学音楽学部教授として後進のピアノ指導にあたる一方、フランツ・リスト、バルトーク・ベーラ作品への造詣が深くリサイタル、演奏会を多数開催。

## 略歴
- 1976年（昭和51年） - 東京藝術大学音楽学部器楽科ピアノ専攻卒業
- 1978年（昭和53年） - 東京藝術大学大学院音楽研究科修士課程修了
- 1978年 - 1983年 - ハンガリーリスト音楽院留学
- 1984年 - 1987年 - 東京藝術大学音楽学部非常勤講師
- 1988年 - 2004年  東京藝術大学音楽学部助教授
- 2004年（平成16年） - 東京藝術大学音楽学部教授
- 2004年 - 2007年 - 東京藝術大学芸術情報センター長
- 2005年 - 東京藝術大学副学長（教育担当理事）

## 著作
- 「リスト 演奏会用練習曲集」（2005年、全音楽譜出版社）、野本由紀夫との共著
- 「リスト 3つの夜想曲 《愛の夢》」（2008年、全音楽譜出版社）、野本由紀夫との共著

## 主な受賞歴
- 第43回日本音楽コンクール第1位（1974年）
- ミュンヘン国際音楽コンクール第3位（1979年）[3]
- 第1回日本国際音楽コンクール第5位（1980年）
- リスト・バルトーク国際コンクール第4位（1981年）
- ハンガリーよりリスト記念メダル授与（1986年）
- 日本航空協会「空の日」芸術賞（1992年）